# Исповедь сына века
«Исповедь сына века» (фр. La confession d'un enfant du siècle) — роман французского романтика Альфреда де Мюссе о чудовищной «болезни», настигшей французское общество после наполеоновских кампаний. Написан в 1836 году.
Болезнью века становится меланхолия, овладевшая умами большинства французов. Феерические наполеоновские победы и грандиозные имперские планы, связанные с построением нового общества, потерпели крах. Старые смыслы канули в Лету, а новые так и не родились. Тогда-то и зародилась «болезнь», которая заполнила собой томительную пустоту. Люди начали пребывать в тоскливых иллюзиях, а главный герой — Октав — в мрачном поиске любви.
К написанию романа Мюссе подтолкнули биографические обстоятельства: в июне 1833 года на литературном обеде в редакции журнала «Ревю де Де Монд» он познакомился с Авророй Дюдеван, уже известной к этому времени под псевдонимом Жорж Санд. Знакомство быстро переросло в бурный роман и в декабре 1833 года возлюбленные вместе отправляются в Италию. Однако, именно там, их отношения усложняются, и они расстаются. Вернувшись в Париж Мюссе и Дюдеван воссоединяются, но очень скоро Аврора Дюдеван тайно сбегает из Парижа и разрывает отношения. На этом реальная история этого романа завершается и начинается история литературная.

## Сюжет
Повествование ведется от лица Октава — мечтательного юноши, пораженного «нравственной болезнью».

Я был еще совсем юным, когда меня поразила чудовищная нравственная болезнь, и теперь хочу описать то, что происходило со мной в течение трех лет.
Будь я болен один, я не стал бы говорить об этом, но так как многие страдают тем же недугом, то и я пишу для них…

Во время роскошного ужина после маскарада он замечает, как любимая девушка изменяет ему («Я увидел под столом туфельку моей возлюбленной, покоившуюся на башмаке молодого человека, сидевшего подле неё»). Застигнутый врасплох молодой человек оказался одним из самых близких друзей. После этого происходит тот самый нравственный перелом: любовь к единственной перестает быть ценностью, а преданность — благодетелью.

«Искать в повседневной действительности любовь, подобную вечным и чистейшим образцам, — то же самое, что искать на городской площади женщину, столько же красивую, как Венера, или требовать, чтобы соловьи распевали симфонии Бетховена»
Октав становится праздным гулякой, дамским угодником, кутилой и мотом. Однако подобная жизнь не удовлетворяет его духовных требований.

«Говорят, что Дамокл видел над своей головой меч. Вот так и над развратниками словно нависает нечто такое, что беспрестанно кричит им: „Продолжай, продолжай, я держусь на волоске!“»
Октав — поэтическая натура, склонная к поиску высоких смыслов. Как и всякий романтик, он обращается к вечной теме — природе, наполненной неисчерпаемыми смыслами. Отправившись в деревню, Октав знакомится там со вдовой Бригиттой Пирсон — прекрасной воспитанной особой. Перечеркнув свои былые думы, а вместе с тем и прошлое, Октав влюбляется в неё по-настоящему, болезненно, а через некоторое время сходится. Однако, познав на собственной шкуре женскую натуру, он перестает верить в честность и покорность своей возлюбленной. Ревность начинает затмевать его рассудок. Более того, это чувство перестает быть беспочвенным, когда в деревне начинают распространяться слухи о любовных похождениях Бригитты.

«А ведь, собственно говоря, — внезапно подумал я, — эта женщина отдалась мне очень быстро. Уж не было ли лжи в стремлении избегать меня, которое я замечал в ней сначала и которое исчезло от одного моего слова? Уж не столкнул ли меня случай с одной из женщин, каких много? Да, все они начинают с этого: делают вид, что убегают, чтобы мы преследовали их. Даже лани поступают так, таков инстинкт самки»
Беспорядочные ссоры и лихорадочные обиды превращают совместную жизнь возлюбленных в сущий ад. Любовная лодка разбивается не столько о быт, сколько о свойства быта: беспрестанные подозрения, бесконечные пересуды и взаимные мучения.

«„Как знать?“ — вот великая формула, вот первые слова, которые произнес дьявол, когда небеса закрылись перед ним. Увы! Сколько несчастных породили эти два слова!»
Томимый любовной горечью, Октав теряет рассудок — а за ним и Бригитту. Найдя её тетрадь с названием «Мое завещание», Октав понимает, что своими чувствами убивает не только себя, но и возлюбленную. Пылающие страсти романтической натуры, с прихотливыми идеалами и стремлениями к небесным страстям, оказались сильнее человеческого долга — прощения слабостей ближнего и уважения его недостатков, что в результате и вылилось в трагический финал. Тогда он решает покинуть её, чтобы больше не досаждать ни ей, ни себе, и навсегда уезжает из Парижа.

«Из трех человек, страдавших по его вине, только один остался несчастным»

## Проблематика
Любовь становится центральным предметом рассуждения главного героя. Она встает на место высоких идеалов, потерянных после наполеоновского времени. Но и любовь не способна до конца излечить человека от утраты смыслов — она временна, как и все человеческое на грешной земле. Роман «Исповедь сына века» пестрит афористичными сентенциями:

«Любовь — это вера, это религия земного счастья, это лучезарный треугольник, помещённый в куполе того храма, который называется миром. Любить — значит свободно бродить по этому храму».

«Природа, которая все предусматривает, создала девушку для того, чтобы она стала возлюбленной, но как только она производит на свет ребенка, волосы её выпадают, грудь теряет форму, на теле остается рубец; женщина создана быть матерью. Мужчина тогда, быть может, ушел от неё, отталкиваемый зрелищем утраченной красоты, но его ребенок с плачем льнет к нему. Такова семья, таков человеческий закон»

«Один человек похвалился, что он недоступен суеверным страхам и ничего не боится. Друзья положили ему в постель человеческий скелет и спрятались в соседней комнате, намереваясь понаблюдать за ним, когда он придет домой. Они не услышали никакого шума, но, войдя наутро к нему в комнату, увидели, что он сидит в постели и со смехом перебирает кости, — он потерял рассудок»

## Аналогии в литературных произведениях других авторов
В России «репликой» на «Исповедь сына века» стал роман Лермонтова «Герой нашего времени» (первоначальный вариант названия был еще ближе к Мюссе : «Один из героев нашего века»); к Мюссе, по-видимому, и восходит обсуждаемая в предисловии тема «болезни» поколения. В романе Лермонтова присутствует множество реминисценций Мюссе и других представителей «исповедальной литературы» (Шатобриан, Констан). Однако Лермонтов гораздо более скептически, чем Мюссе, оценивает шансы «сыновей» века на исцеление: Мюссе надеется, что, если он даже не сумеет переубедить своих «больных» современников, то, по крайней мере,

«излечится сам и, как лисица, попавшая в западню, отгрызет прищемленную лапу.»

## Экранизации
- «Исповедь сына века», реж. Сильви Веред, 2012 (Франция, Германия, Великобритания).[2]